# Teresa Vicente

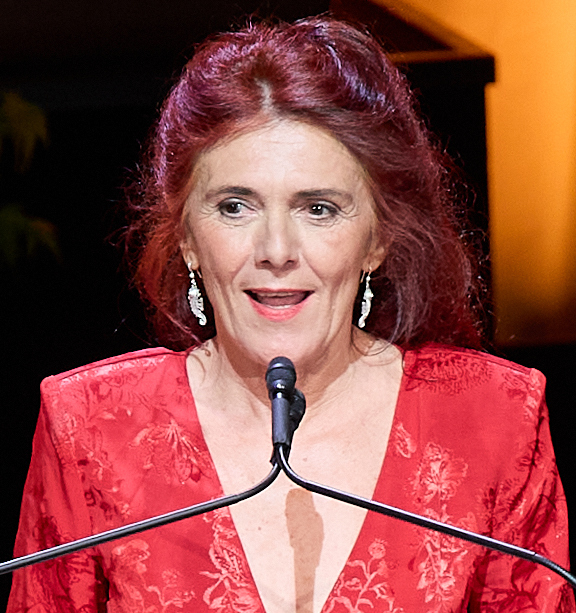
Teresa Vicente bei der Verleihung des Goldman-Preises 2024

María Teresa Vicente Giménez (* 1962 in Lorca, Region Murcia) ist eine spanische Rechtsphilosophin und Umweltaktivistin. Sie führte eine Bürgerbewegung zur Rettung des Ökosystems des Mar Menor an. Mit dieser wurde erreicht, dass die Lagune den Status einer juristischen Person erhielt, was einen besseren Schutz ermöglichen soll, indem Bürger ermächtigt werden, im Namen der Natur zu handeln. Für die in Europa erstmalige Durchsetzung eines solchen Schutzstatus für ein Ökosystem wurde sie 2024 mit dem Goldman Environmental Prize ausgezeichnet.

## Leben
Teresa Vicente wuchs in der Region Murcia auf und absolvierte ein Studium der Rechtswissenschaft an der Universität von Murcia, das sie 1988 abschloss. 1992 promovierte sie mit einer Dissertation zum Thema Justicia y derecho ambiental, para un modelo de justicia ecológica (Gerechtigkeit und Umweltrecht, für ein Modell ökologischer Gerechtigkeit). Nachdem sie zwischen 1987 und 1994 als Anwältin praktiziert hatte, konzentrierte sie sich in ihrer Forschung und ihren akademischen Veröffentlichungen auf ökologische Gerechtigkeit, soziale Rechte, rechtlichen Feminismus und die Rechte von Kindern. Sie ist Professorin für Rechtsphilosophie und Direktorin des Lehrstuhls für Menschenrechte und Rechte der Natur an der Universität Murcia.
Vicente sorgte sich wegen des langsamen Niedergangs des Mar Menor, das als die wichtigste Salzwasserlagune des westlichen Mittelmeers gilt. Seine einst unberührten Gewässer sind durch landwirtschaftliche Abwässer und Infrastrukturänderungen bedingt durch den boomenden Tourismus verschmutzt. Als es 2019 zu einem massiven Fischsterben kam, bewog dieses Teresa Vicente zum Handeln. Sie war überzeugt, dass die einzige Möglichkeit, der Lagune eine Zukunft zu geben, darin bestand, ihr den Status einer juristischen Person zu verleihen und ihre Rechte anzuerkennen. Die „Rechte der Natur“ waren zwar schon seit Jahren vorgeschlagen und diskutiert worden, aber erst in jüngerer Zeit hat sich die Theorie durchgesetzt: Ökosystemen in Lateinamerika und Neuseeland waren solche Rechte zugestanden worden, aber noch nicht in Europa. Obwohl ihr von Experten die Unmöglichkeit eines solchen Vorhabens prophezeit wurde, verfolgte Vicente ihren Plan weiter.

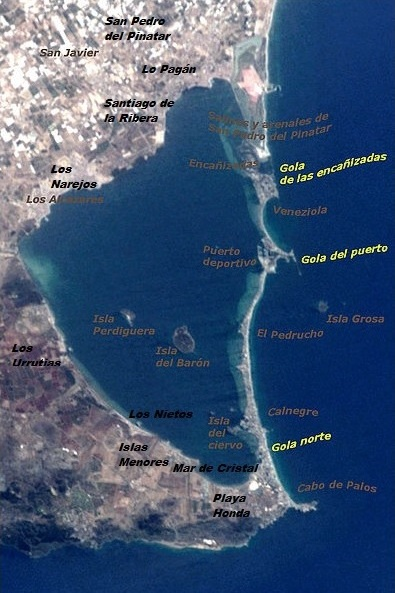
Mar menor

Im Jahr 2019 war Teresa Vicente im Rahmen eines Stipendiums an der Universität Reading im Vereinigten Königreich, um erfolgreiche Fälle aus der ganzen Welt zu studieren, in denen Rechtsansprüche zum Schutz natürlicher Ressourcen eingesetzt werden. Nach ihrer Rückkehr an die Universität von Murcia initiierte sie eine Studie über die Möglichkeit, die Rechte der Lagune rechtlich zu verankern. Im Mai 2020 startete sie ihre Kampagne mit einem Zeitungsartikel, in dem sie die Nutzung einer Volksgesetzgebungsinitiative (ILP = Iniciativa legislativa popular) vorschlug, einer Regelung, die es Bürgern ermöglicht, dem Parlament direkt ein Gesetz vorzuschlagen. Auf einer öffentlichen Versammlung im Juli 2020 erläuterte sie die Idee der gesetzlichen Rechte für die Natur. Schon bald erarbeitete sie den ersten Gesetzesentwurf und reichte zusammen mit sieben Kollegen im Parlament die ILP ein, um dem Mar Menor Rechtsansprüche zu gewähren. Entsprechend den Bestimmungen für das ILP-Verfahren mussten außerdem 500.000 handschriftliche Unterschriften gesammelt werden, was während der geltenden COVID-19-Beschränkungen eine besondere Herausforderung darstellte.
Teresa Vicente arbeitete mit Tausenden von Freiwilligen aus ganz Spanien zusammen, die sich der Bewegung anschlossen, um die Rechte des Mar Menor angesichts der drohenden Umweltkatastrophe zu verteidigen. Sie nahm an Demonstrationen und öffentlichen Versammlungen teil, machte Lobbyarbeit bei lokalen, regionalen und nationalen Regierungsvertretern und gab Interviews in den Medien. Bis November 2021 konnten so knapp 640.000 Unterschriften gesammelt werden.
Vicente präsentierte und erläuterte den Gesetzentwurf erfolgreich vor dem spanischen Parlament. Das Gesetz wurde fast einstimmig verabschiedet und im September 2022 durch den Senat in Kraft gesetzt. Nur die rechtsnationale Partei Vox hatte dagegen gestimmt und versuchte anschließend, das Gesetz durch eine Verfassungsklage national und auch in der Region Murcia selbst zu Fall zu bringen. Zusammen mit der PP (Partido Popular) bildet sie die Regionalregierung und versuchte, das Gesetz in der Region zu „kippen“. Die Rolle der Landwirtschaft stand dabei im Mittelpunkt der politischen Debatte. Im November 2024 wurde die Klage von Vox durch das Verfassungsgericht abgewiesen.
Vicentes Engagement führte dazu, dass erstmals in Europa gesetzliche Rechte für eine Lagune festgelegt wurden. Das Gesetz gewährt dem Mar Menor und seinem Einzugsgebiet das Recht auf die Erhaltung seiner Arten und Lebensräume, den Schutz vor schädlichen Aktivitäten und die Behebung von Umweltschäden. Um die Durchsetzung des Gesetzes zu überwachen, wurde außerdem die Einrichtung von drei neuen Kontrollgremien festgelegt, die sich aus Regierungsvertretern, Wissenschaftlern und lokalen Bürgern zusammensetzen.

## Publikationen
Teresa Vicente hat zahlreiche wissenschaftliche Arbeiten veröffentlicht. Google Scholar listete im Dezember 2024 70 Publikationen auf.

## Auszeichnungen
- 2023: Ehrenmedaille des Europarats für ehrenamtliches Engagement

- 2024: Goldman Environmental Prize für Europa
- 2025: Premio Berta Cáceres des Filmfestivals Ecozine[8]